# Midas Ratsma
Midas Ratsma (12 april 1995) is een Nederlands schaker. Hij is sinds 2018 FIDE Meester (FM).

## Biografie
Al op jonge leeftijd was Ratsma een talentvolle schaker. Op het Nederlands kampioenschap jeugd in 2007 eindigde hij op de 17e plaats in de categorie tot 12 jaar.
Later dat jaar deed hij mee aan het Young Masters-toernooi in Enschede, een toernooi met talentvolle jonge schakers. Hij eindigde daar op de 4e plek.
In 2010 won Ratsma het persoonlijk kampioenschap van de Leidse Schaakbond in de categorie onder 16 jaar.
In 2014 ging Ratsma studeren aan de Universiteit Utrecht. Hij voltooide eerste de bachelor Science and innovation management (2018) en daarna de Master of Sustainable Business and Innovation.
In 2019 werd Ratsma Nederlands kampioen schafeltennis, een sport die schaken en tafeltennis combineert.
Ratsma brak in 2023 definitief door als schaker toen hij allereerst het Alkmaars Schaakkampioenschap (ASK) op zijn naam schreef, en daarbij eindigde boven de op papier veel sterkere Thomas Beerdsen en Rick Lahaye. In november dat jaar eindigde hij bij het sterk bezette Amsterdam Chess Open 2023 op een gedeelde tweede plek. 
In de KNSB-competitie komt Ratsma uit voor Schaakvereniging Voorschoten in de Eerste Klasse KNSB.
Ratsma is schaakcoach. Hij heeft diverse cursussen ontwikkeld voor de schaaksite Chessable.

## Persoonlijk
Midas is de broer van Rosa Ratsma, die ook schaker is. 